# Asghar Farhadi
Asghar Farhadi (em idioma persa:اصغر فرهادی escutarⓘ) é um cineasta iraniano.
Estudou Teatro na Universidade de Teerã. Depois de produzir alguns filmes em 8mm e 16mm na Sociedade Iraniana de Cinema Jovem, em Isfahan, trabalhou em séries de televisão e escreveu roteiros para outros diretores. Dirigiu seu primeiro longa-metragem, Raghs dar ghobar, em 2003.
Dirigiu, produziu e escreveu o filme Jodaeiye Nader az Simin que lhe rendeu prêmios importantes como o Urso de Ouro, o Globo de Ouro de Melhor Filme em Língua Estrangeira e Forushande que recebeu o Oscar de Melhor Filme Estrangeiro para o seu país.

## Filmografia
- 2003 - Raghs dar Ghobar
- 2004 - Shahr-e Ziba
- 2006 - Chaharshanbeh-Soori
- 2009 - Darbareye Elly (Procurando Elly)
- 2011 - Jodaeiye Nader az Simin (A Separação)
- 2013 - O Passado
- 2016 - Forushande
- 2018 - Todos Los Saben
- 2021 - A Hero